# Cattleya dolosa
Cattleya dolosa är en orkidéart som beskrevs av Heinrich Gustav Reichenbach. Cattleya dolosa ingår i släktet Cattleya och familjen orkidéer. Inga underarter finns listade i Catalogue of Life.